# François Vatel
François Vatel —su verdadero nombre era Fritz Karl Watel— (París, 1631 – Chantilly, 24 de abril de 1671) fue un cocinero y maitre francés de origen suizo, famoso por haber inventado la crema chantillí en el castillo del mismo nombre (Chantilly), donde servía a Luis II, Príncipe de Borbón-Condé.

## Biografía

### Juventud
Vatel nació en 1631, hijo de un humilde padre techador. Ya en 1646, el joven de quince años decide no seguir los pasos profesionales de su progenitor, optando por entrar como aprendiz en la casa del padrino de su hermano, el repostero Jehan Heverard, durante siete años.
En 1653, a la edad de veintidós años, es contratado como pinche de cocina en el palacio de Vaux-le-Vicomte, en fase de construcción por el marqués Nicolas Fouquet, que sería nombrado ese mismo año Superintendente de Finanzas por el cardenal Mazarino, regente del todavía menor de edad Luis XIV. Activo y dotado para la organización, Vatel es rápidamente nombrado «maestro de ceremonias» de Fouquet.

### Al servicio de Fouquet

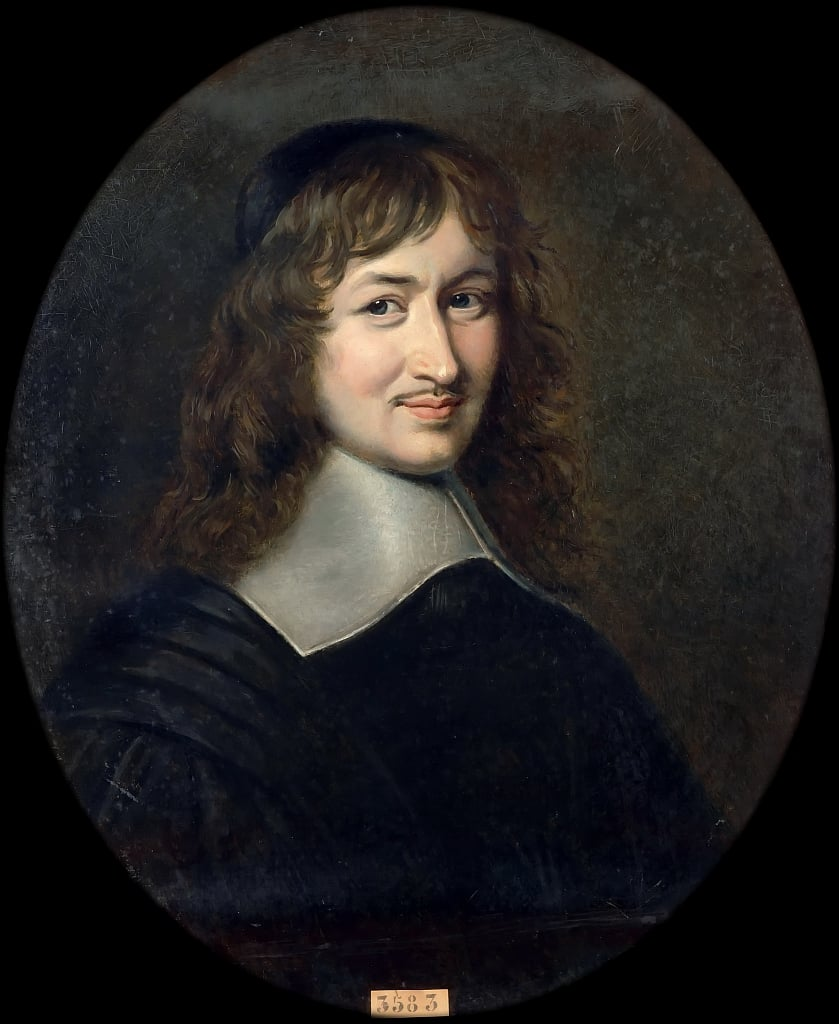
Retrato de Nicolas Fouquet.

El 17 de agosto de 1661, Fouquet invita al rey Luis XIV, de 23 años de edad, junto a la reina madre Ana de Austria y toda la corte, para celebrar la inauguración del palacio de Vaux-le-Vicomte. Vatel, como maestro de ceremonias de su señor, organiza una grandiosa y suntuosa fiesta con una cena servida en ochenta mesas, treinta mesas de bufé y cinco servicios de faisanes, codornices, perdices… todo servido en una vajilla de oro macizo creada expresamente para la familia real junto a otra de plata para el resto de la corte. Cerca de ochenta y cuatro violines interpretaron obras de Jean-Baptiste Lully, compositor favorito del rey, entre las cuales se escenificó Les Fâcheux, una comedia-ballet fruto de la colaboración entre Molière y Lully, compuesta para la ocasión.
El 5 de septiembre de ese mismo año, la supuesta afrenta personal finaliza con el arresto de Fouquet por el teniente mosquetero D'Artagnan por orden del rey tras un consejo en Nantes, acusado de malversación de fondos por su celoso rival Jean-Baptiste Colbert, que ocupará su cargo. La condena de destierro es agravada con reclusión perpetua en la fortaleza de Pignerol.
François Vatel ignoraba que el rey deseaba emplear el personal de servicio de Fouquet para su nuevo palacio de Versalles, y huyó a Inglaterra por temor a ser también detenido. Conoció a Gourville, un amigo de Fouquet con el que se reencontró en Flandes, donde éste convenció al príncipe Luis II de Borbón-Condé, el Gran Condé, de que contratase a Vatel para su palacio de Chantilly.

### Al servicio del Gran Condé

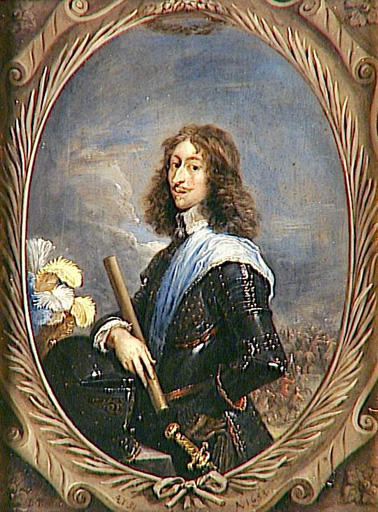
El Gran Condé, por David Teniers, el joven.

En 1663, François Vatel es nombrado «contrôleur général de la Bouche» del Gran Condé, es decir, es el encargado de la organización, de las compras, del abastecimiento y de todo aquello que corresponde a «la boca» de palacio.
El 21 de abril de 1671, tras muchos años de espera y de importantes trabajos de renovación de su palacio, el Príncipe de Condé, caído en desgracia después de haber participado en la rebelión nobiliaria de la Fronda contra Luis XIV y al borde de la ruina, invita al rey y a toda su corte de Versalles.
Una gran fiesta de tres días y tres noches, de la noche del jueves a la del sábado incluyendo sus tres respectivos banquetes, es ofrecida por el Príncipe de Condé para seducir al rey —al igual que hizo Fouquet— y escenificar esta reconciliación estratégica ante toda la corte de tres mil invitados. Esta recepción, que llegaría a costar 50.000 escudos reales, debería marcar por completo el retorno en gracia y el perdón de Luis XIV. Igualmente, debe recuperar los favores del rey para poder ofrecerle su ejército personal, el más temido del reino, para la guerra contra Holanda y así colmar sus arcas. El destino de la Casa de Condé depende en gran parte del éxito que alcancen los festejos, por lo que recae toda su responsabilidad sobre su ingenioso maestro de ceremonias, Vatel, que tan solo tiene quince días para preparar los elaborados menús y sus grandiosas puestas en escena, que harán las delicias de la corte.
En el mismo banquete, el consumado perfeccionista Vatel, que estaba enloquecido por la tardanza del pescado —el banquete debía hacerse en un viernes— y sumado a otras desgracias, se suicidó atravesándose una espada. De acuerdo con algunas versiones de la historia, su cuerpo fue encontrado por el ayudante que fue a avisarle que el pescado había llegado.
Es probable que él no hubiese inventado la crema chantillí para esta ocasión y que esta fuese conocida tiempo antes del banquete. El drama y la subsecuente descripción de la comida por parte de los comensales ayudaron a popularizar la crema chantillí para el uso en postres.

## Vatel para la posteridad

### En la gastronomía
Aunque haya pasado a la posteridad por ser el creador de la crema chantillí, el ingenio de Vatel como maître es indiscutible en la historia de la gastronomía francesa. Ejerció en el periodo que sigue a la publicación en 1650 de El cocinero francés, por François Pierre de La Varenne, libro que marca los inicios de la alta cocina francesa. A lo largo de los veinte años siguientes, Vatel sentó las bases de un protocolo gastronómico que estuviese a la altura de tan refinado arte culinario. No sólo elegía los menús, organizaba el avituallamiento y vigilaba la elaboración de los platos, también decidía la disposición y la decoración de las mesas y de los salones, orquestaba las tareas del personal de servicio y escogía los divertimientos para los comensales. Vatel fue ante todo un maestro de ceremonias innovador en el arte de agasajar. 

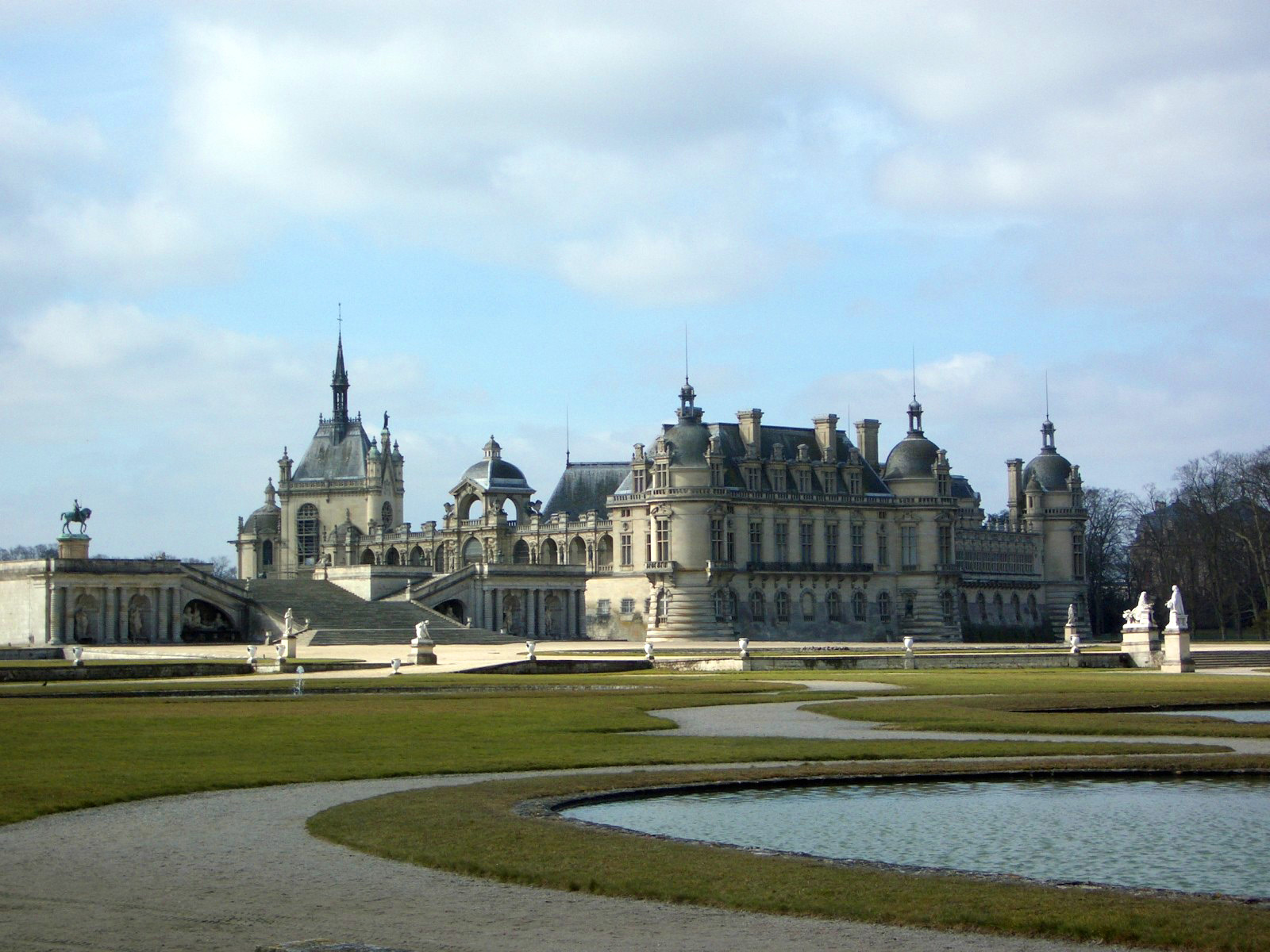
El castillo de Chantilly.

Su apellido inspiró una marca venezolana de aceite comestible: aceite Vatel. En un principio la marca era propiedad de Mavesa y desde 1995 pasa al portafolio de Cargill.

### En la literatura
- Su dramática muerte fue descrita por la marquesa de Sévigné, invitada a la fiesta, en dos de sus famosas cartas dirigidas a su hija (Cartas del 24 y del 26 de abril de 1671).[2][3]
- Asimismo Louis de Rouvroy, duque de Saint-Simon también lo nombra en sus célebres Memorias.

### En el cine
En nuestro tiempo, la historia fue retomada en el año 2000 gracias a la película Vatel de Roland Joffé, que abrió el Festival de Cannes del mismo año, con Gérard Depardieu interpretando el papel principal de Vatel junto a Uma Thurman y Tim Roth como secundarios de lujo. La película cuenta además con una banda sonora compuesta por el afamado Ennio Morricone.